# Sulden
Sulden (italienisch Solda) ist ein Bergdorf mit etwa 400 Einwohnern im inneren Suldental im westlichen Teil Südtirols (Italien). Administrativ gehört Sulden als Fraktion zur Gemeinde Stilfs.

## Etymologie
Der Name ist 1304 als Sulden ersturkundlich genannt. Über die Bedeutung und Herkunft des Namens besteht keine einhellige Meinung. Egon Kühebacher und Josef Rampold nehmen an, dass der Name lateinische Wurzeln hat. Er soll sich entweder aus dem Wort solidus, was Brachland oder unbebautes Land bedeutet, oder aus soldus (deutsch: Münze) ableiten, was auf den Umstand Bezug nimmt, dass hier eine bestimmte Steuer zu bezahlen war. Nach Albrecht Greule bezog sich der Name ursprünglich dagegen auf einen Bach und könnte auf
keltisch Suleta ‚die Schüttende‘ beruhen.

## Geographie
Sulden liegt auf 1900 m s.l.m. Höhe und wird überragt von Bergen der Ortler-Alpen; hierzu gehören der Ortler, die Königspitze und der Monte Zebrù, sowie zahlreiche weitere Dreitausender des Ortler-Hauptkamms und der Laaser Berge. Durch den Ort fließt der Suldenbach.

## Geschichte
Das innere Suldental wurde, wie andere Hochtäler des Vinschgau auch, erst relativ spät dauerhaft besiedelt. Zwar wurden im unteren Bereich des Tals bei Stilfs die zwei Höhensiedlungen „Weiberbödele“ und „Kaschlin“ aus der mittleren und späten Bronzezeit entdeckt, in deren Nähe Kupfererze abgebaut wurde, vergleichbare Spuren fehlen aber im oberen Talbereich. Die Besiedlung des inneren Suldentals setzte erst im Laufe des 12. Jahrhunderts ein. Zunächst waren es Jäger, die den oberen von Mooren geprägten Bereich aufsuchten. Mit dem demographischen Anstieg und dem steigenden Bedarf nach Almflächen wurde die Moore schließlich trockengelegt und erste Almen errichtet, auf denen in den Sommermonaten das Vieh weidete. Um 1192 entstand mit den sogenannten „Grashöfen“, einer aus vier Höfen bestehenden Hofgemeinschaft, eine erste ärmliche Siedlung in dem schwer zugänglichen Hochtal.
Die dauerhafte Besiedlung von Sulden begann durch Bergknappen im 14. Jahrhundert, die hier Eisenerze abbauten. Mit dem Namen Sulden ist auch der erste urkundlich erwähnte Bergbau im Ortlergebiet verbunden, als der Tiroler Landesfürst Ludwig der Brandenburger 1352 die Schürfrechte in Sulden verlieh. 1392 entstand eine erste, der heiligen Gertraud geweihte Kapelle. Auf der Flucht vor der im Vinschgau wütenden Beulenpest, Hungersnöten und bewaffneten Banden kamen immer mehr Menschen in das Hochtal. 1536 wurde der Ortsfriedhof geweiht. Bis dahin waren die Verstorbenen in Prad bestattet worden, wobei die im Winter verstorbenen bis zur Schneeschmelze im Frühjahr eingefroren wurden. 1547 wurde erstmals das Hüttenwerk Sulden urkundlich erwähnt, das spätestens 1724 nicht mehr in Betrieb war, als sämtliche Erze des oberen Vinschgaus bei Prad verhüttet wurden. Zu Ende der kleinen Eiszeit war der Talboden am Talende wieder von einem Gletscher bedeckt, der sich laut Kirchenchroniken bis auf 50 Meter dem Ort genähert hatte.
Zu den ersten Besucher des Tales gehörte der Alpinist und Forscher Julius Payer. Payer erforschte und kartographierte das Ortergebiet zwischen 1865 und 1868. Im zu Ehren wurde 1875 oberhalb von Sulden von der Sektion Prag des Deutsch-Österreichischen Alpenvereins die Payerhütte errichtet. Die touristische Erschließung des Orts im späten 19. Jahrhundert begann durch das Engagement von Theodor Christomannos. Dieser war die treibende Kraft zum Bau einer Fahrstraße in das Bergdorf und errichtete mit dem Architekten Otto Schmid das 1893 eröffnete Sulden-Hotel. Zwischen 1896 und 1902 entstand die neue Pfarrkirche von Sulden. Die im neoromanischen Stil erbaute Kirche ist ebenfalls der heiligen Gertrud geweiht. Während des Ersten Weltkrieges war Sulden ein wichtiges Nachschubzentrum der österreichisch-ungarischen Armee an der Ortlerfront. 1970 wurde der Abbau von Magnesit im Bergwerk Zumpadell bei Außersulden eingestellt. In den 1950er und 1960er Jahren waren dort noch bis zu 60 Bergleute beschäftigt. Der Tourismus ist seitdem im Sommer wie im Winter Suldens Haupterwerbszweig. In der Wintersaison 1971/72 zählte der Ort über 66.000 Übernachtungen, zu Beginn der 2000er waren es bereits mehr als 200.000. Anfang der 2010er Jahre besaß Sulden mehr als 2000 Gästebetten.

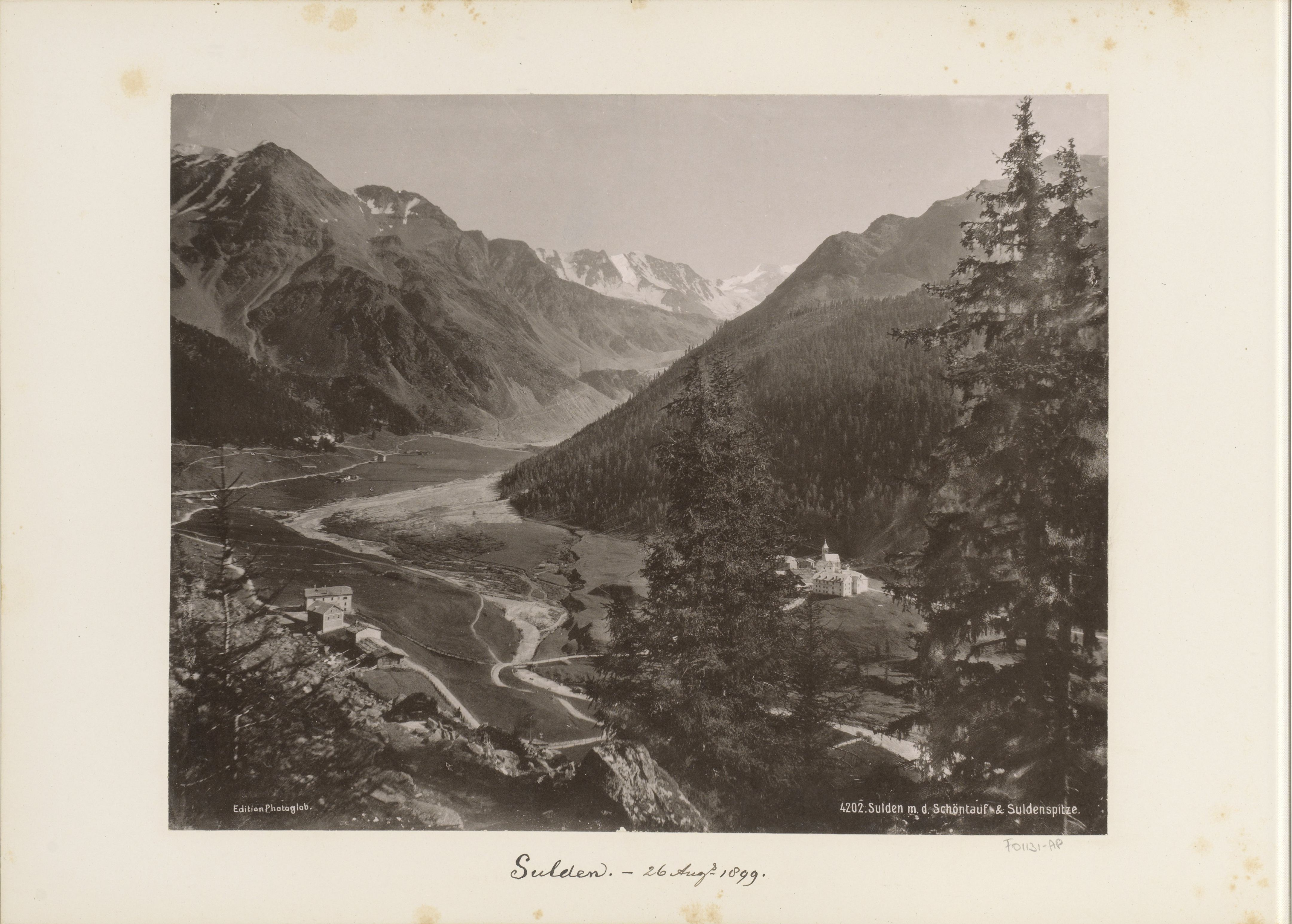
Um 1880
Blick auf Sulden, im Hintergrund die Hintere Schöntaufspitze 1909
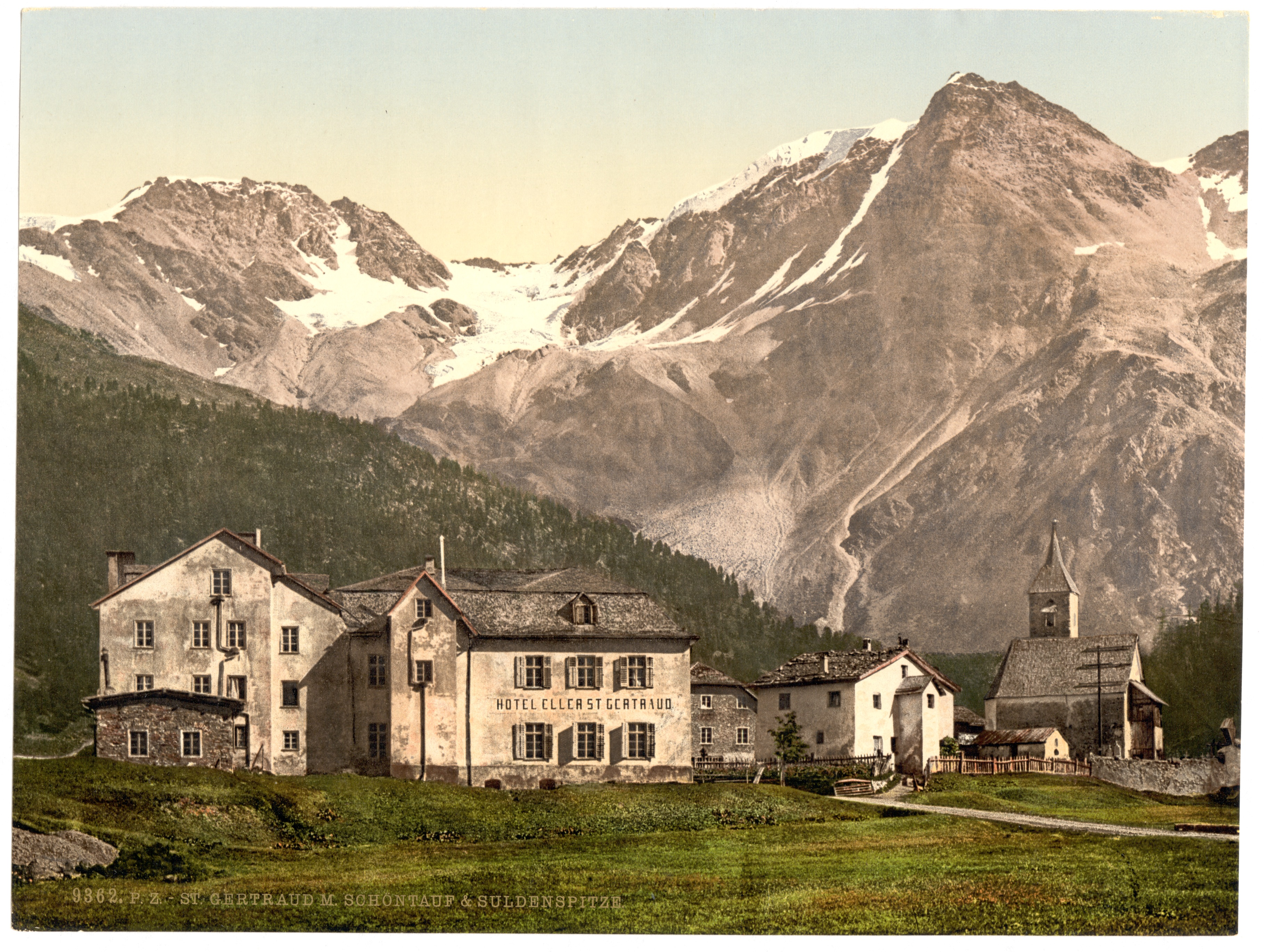
1906 mit der alten Pfarrkirche St. Gertraud
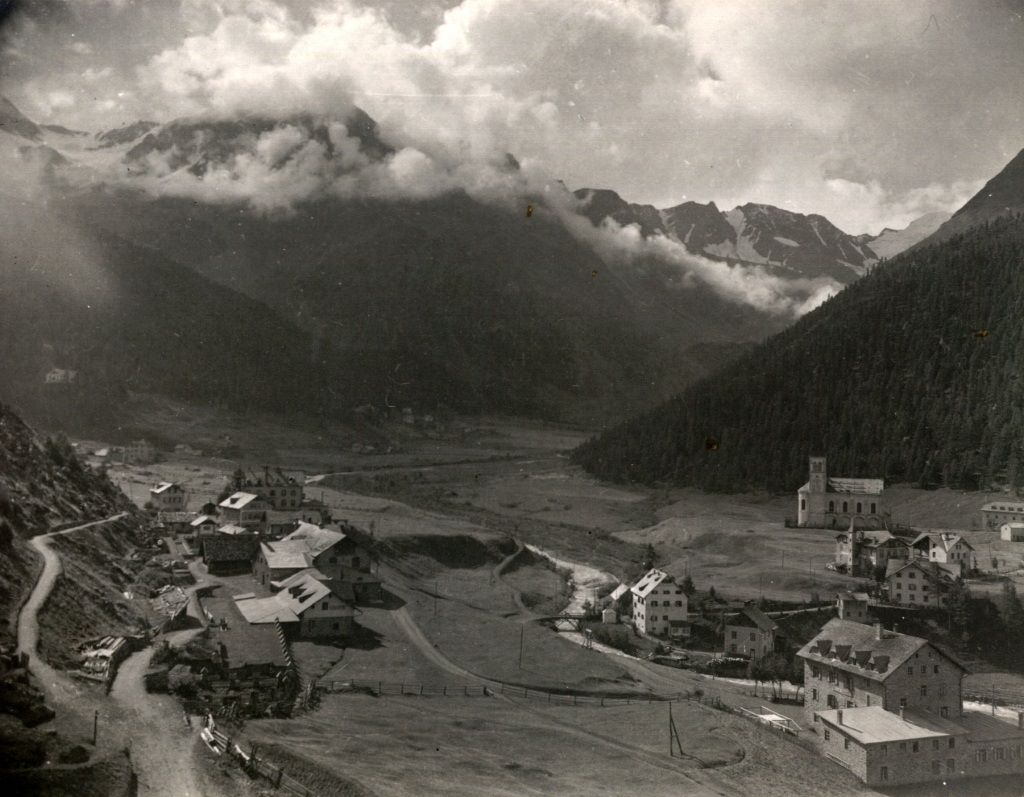
1935
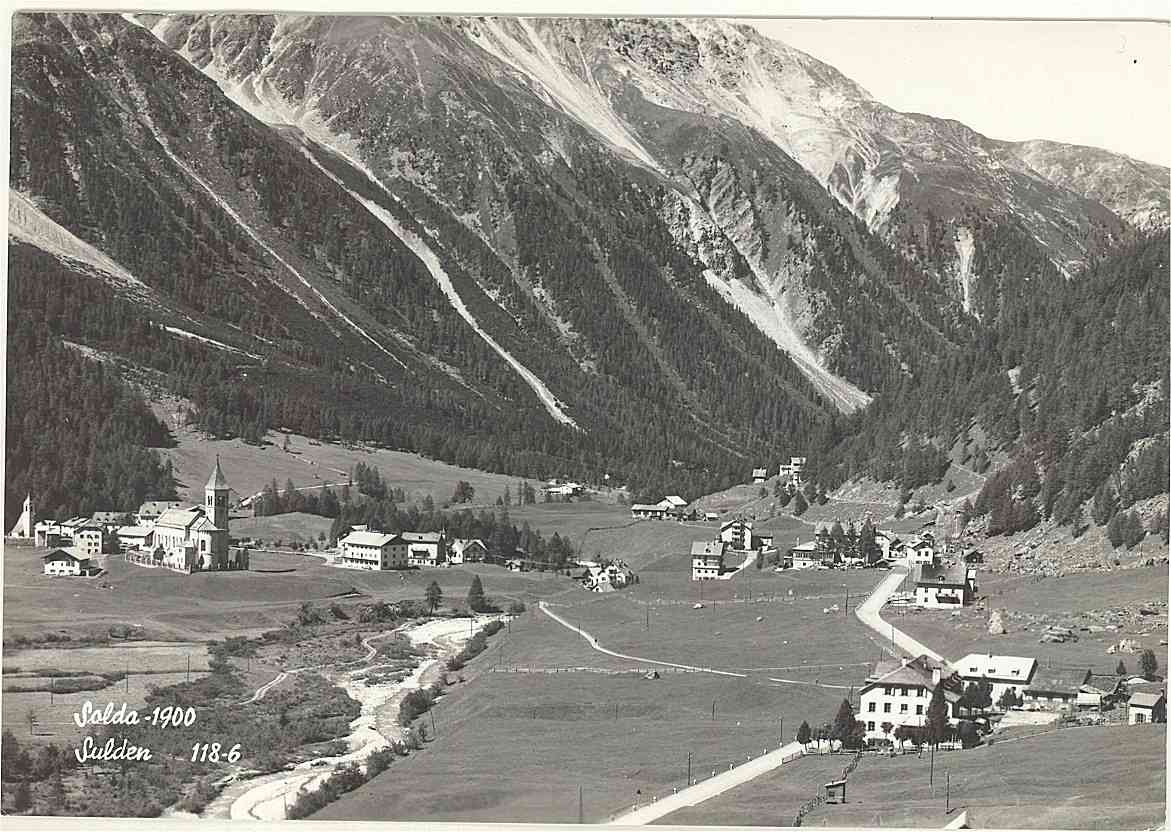
Um 1965

## Skigebiet
Das Skigebiet Sulden befindet sich östlich der Dreitausender Ortler (3905 m s.l.m.), Königspitze und Zebrù Es liegt zwischen 1900 und 3250 m und wird betrieben von der Seilbahnen Sulden GmbH. Es umfasst 11 Liftanlagen und 44 Pistenkilometer.
Vom Talort Sulden aus gibt es 4 Seilbahnen:
- Die Seilbahn Sulden am Ortler führt von der Talstation bei Sulden im Vinschgau (Südtirol)  (1910 m) zur Bergstation bei der Schaubachhütte (Rifugio Città di Milano) auf 2610 m Höhe, wo sie das Skigebiet Madritsch erschließt.
- Die 10er-Umlaufkabinenbahn Kanzel führt seit 2021 von der Talstation auf 1850 m zur Bergstation auf 2348 m.
- Die Langensteinbahn überwindet auf der Fahrt von der 1830 Meter hoch gelegenen Talstation zur Bergstation auf 2320 m eine Höhendifferenz von 490 Metern.
- Die 10er-Umlaufkabinenbahn Rosimbahn führt zur Bergstation Rosim oberhalb der Kanzelhütte auf 2450 m und überwindet dabei eine Höhendifferenz von 550 Metern.

Das Skigebiet ist Mitglied der Ortler Skiarena und der Zwei Länder Skiarena.

Seilbahnen und Skigebiet Sulden
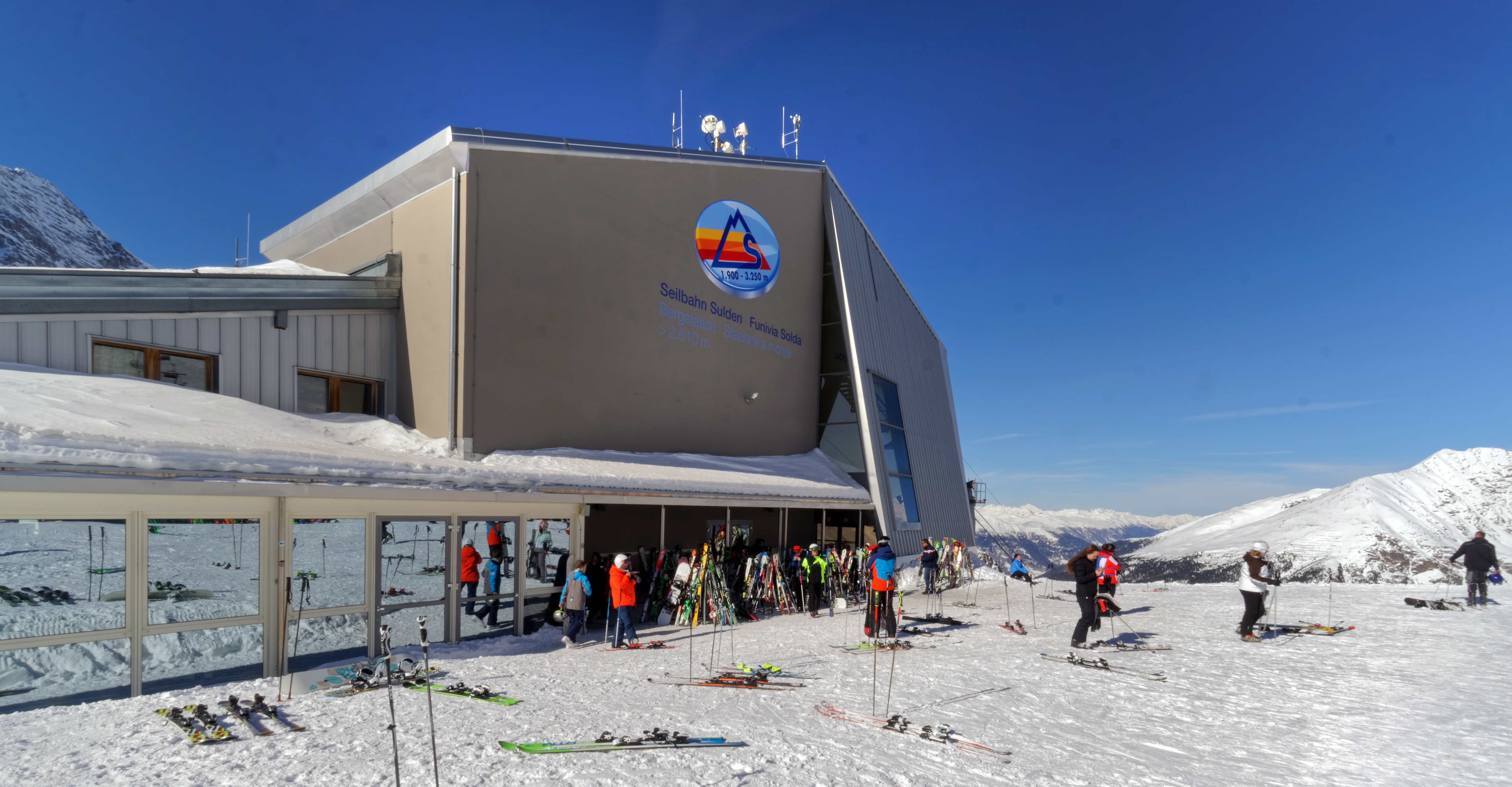
Die Bergstation
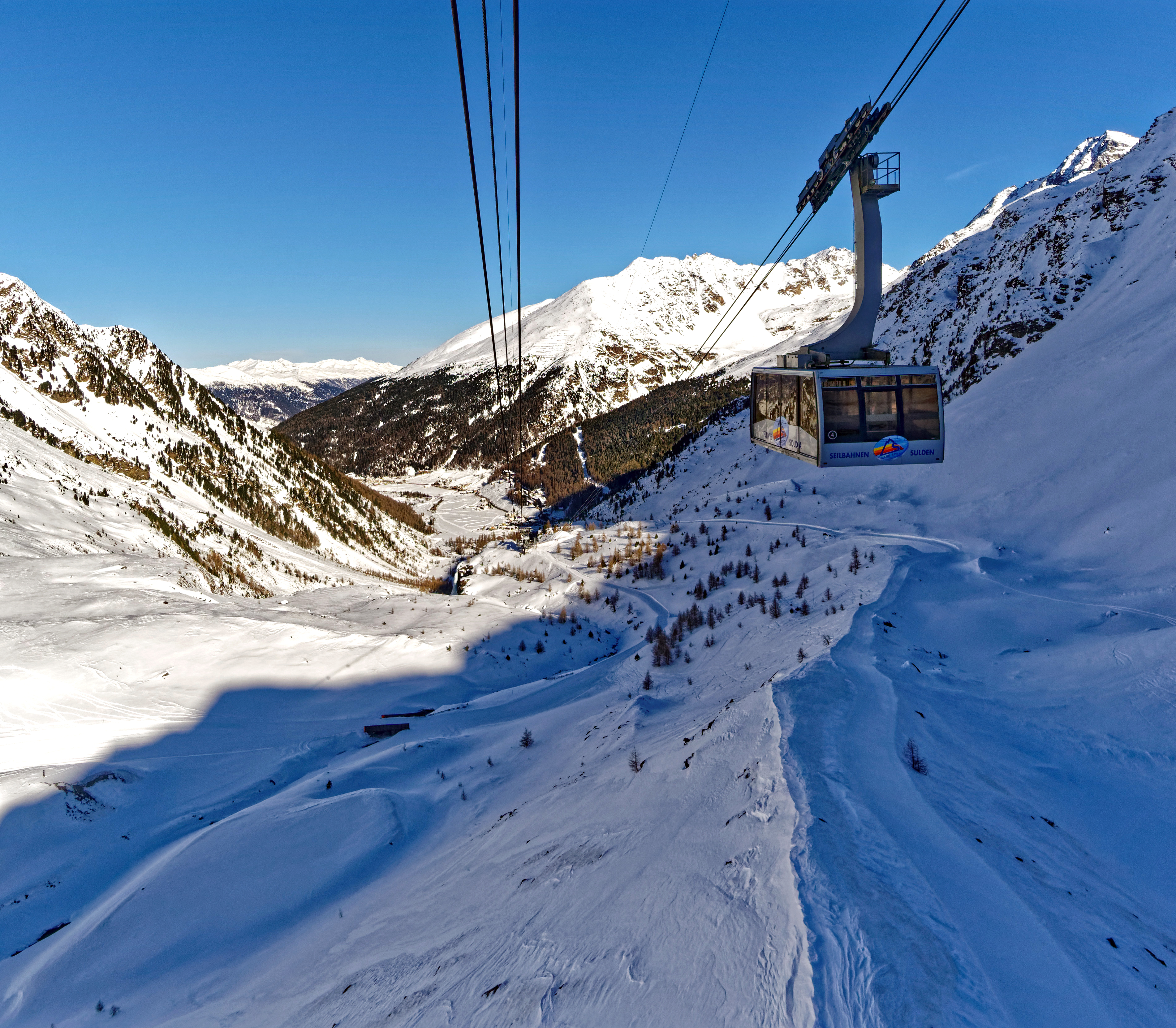
Gondel auf dem Weg zur Bergstation
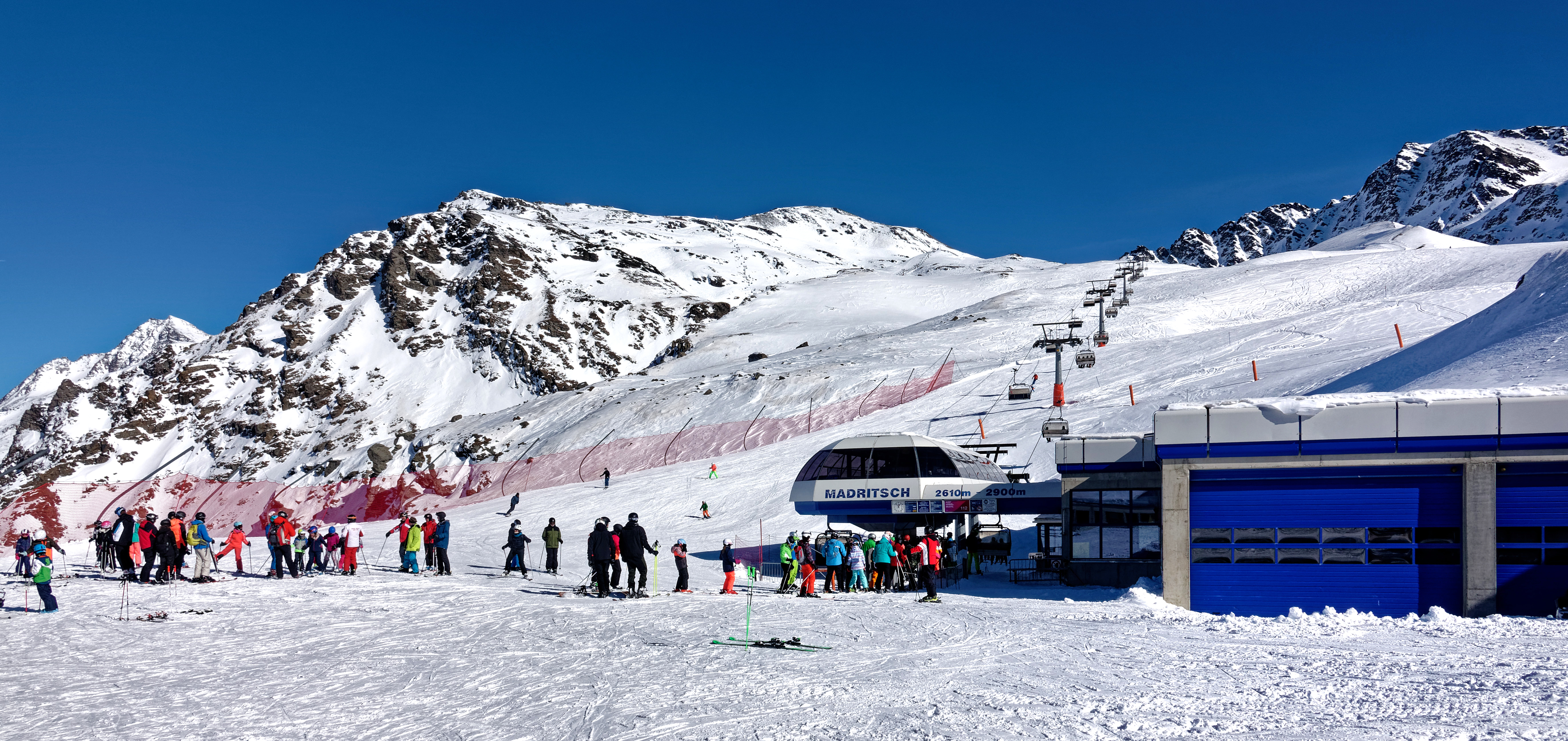
Liftstation Madritsch
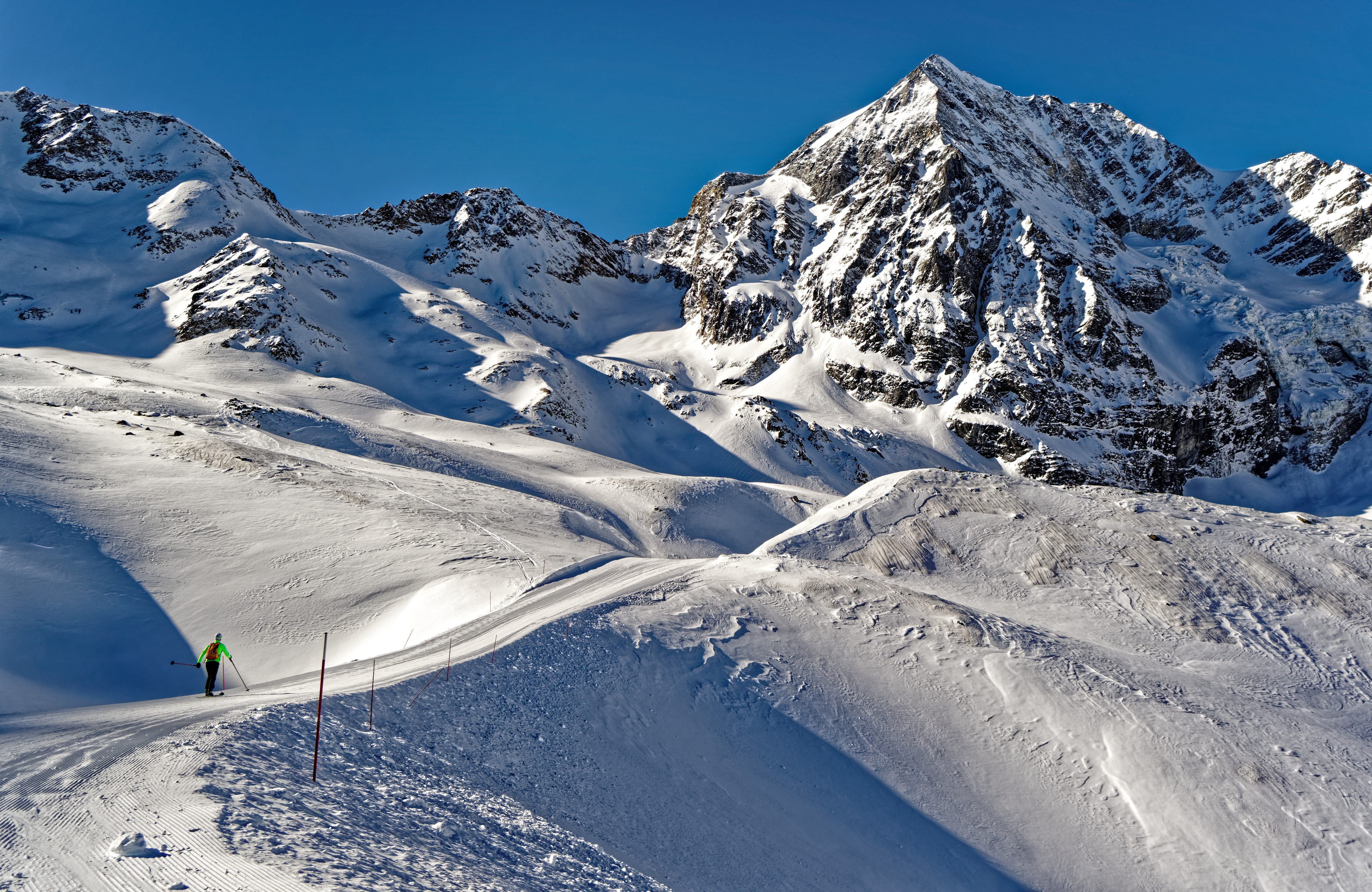
Das Skigebiet Madritsch
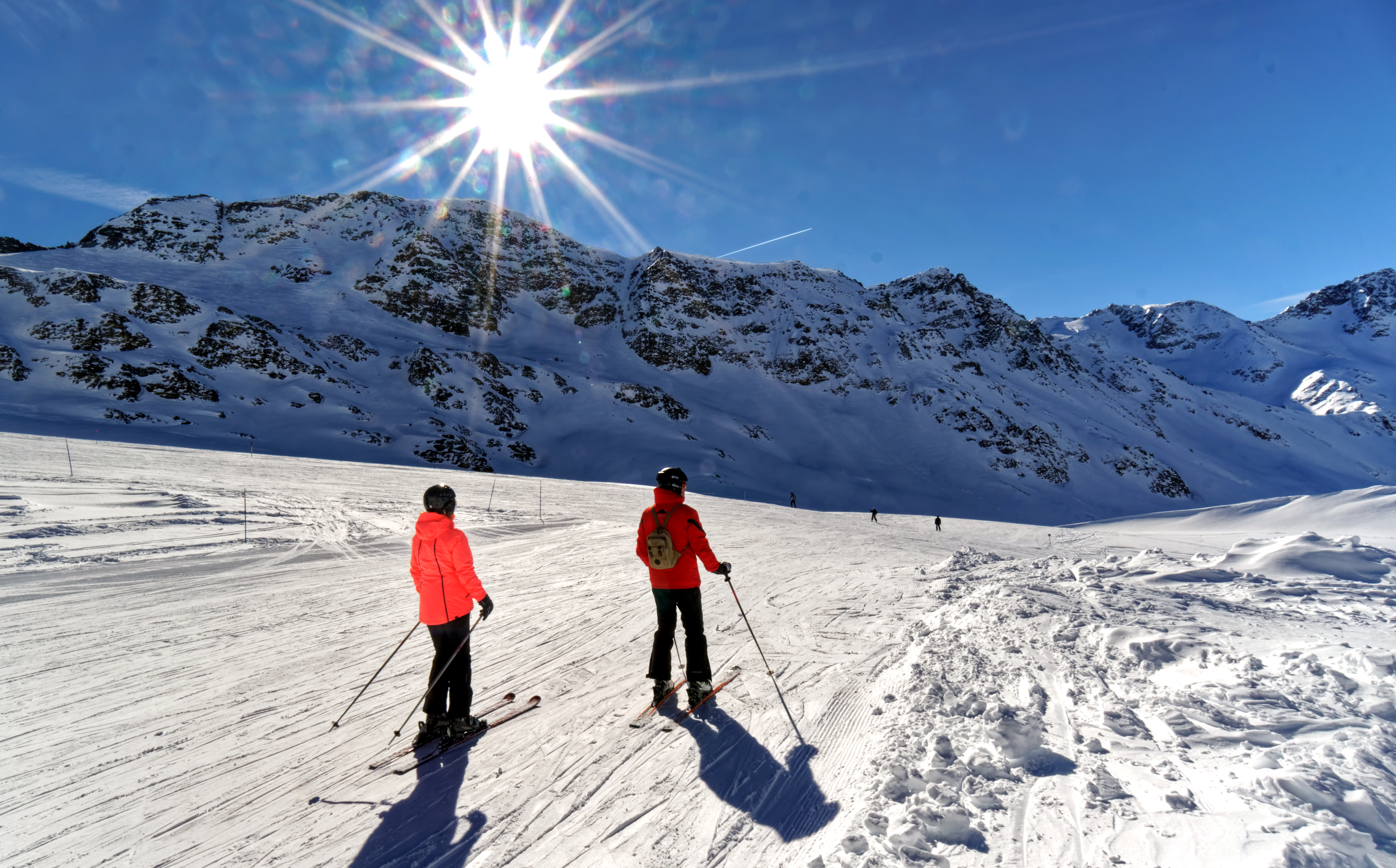
Unter strahlender Sonne

## Einrichtungen
- Das Haus der Berge, eingeweiht am 2. September 1963, ist ein Zentrum für das örtliche Bergführerwesen und des örtlichen Bergrettungsdienstes.[10] Das Gebäude beheimatet ebenso den lokalen Pfarrsaal, der für Veranstaltungen wie Diavorträge oder Filmabende genutzt wird.[11]
- Das Messner Mountain Museum Ortles ist ein von Reinhold Messner unterirdisch angelegtes Museum. Es wurde 2004 eröffnet und ist dem Thema Ewiges Eis und Ortler gewidmet.
- Das Alpine Curiosa ist ein kleines Museum im „Flohhäusl“. Dort werden kuriose Geschichten aus dem Alpinismus ausgestellt.[12]
- In Sulden gibt es eine Grundschule für die deutsche Sprachgruppe. Im Schulgebäude ist auch ein umfangreiches Heimatmuseum zu den Themen Geschichte des Ortes und des Ortlergebietes, Entwicklung des Tourismus in der Region und Gebirgskrieg eingerichtet, ergänzt um eine Mineralienausstellung.

## Verkehr
Für den Kraftverkehr erschlossen ist das Dorf durch die Suldener Staatsstraße SS 622.

## Trivia
- Die ehemalige deutsche Bundeskanzlerin Angela Merkel und ihr Mann Joachim Sauer verbringen ihren Urlaub häufig in Sulden.

## Bilder

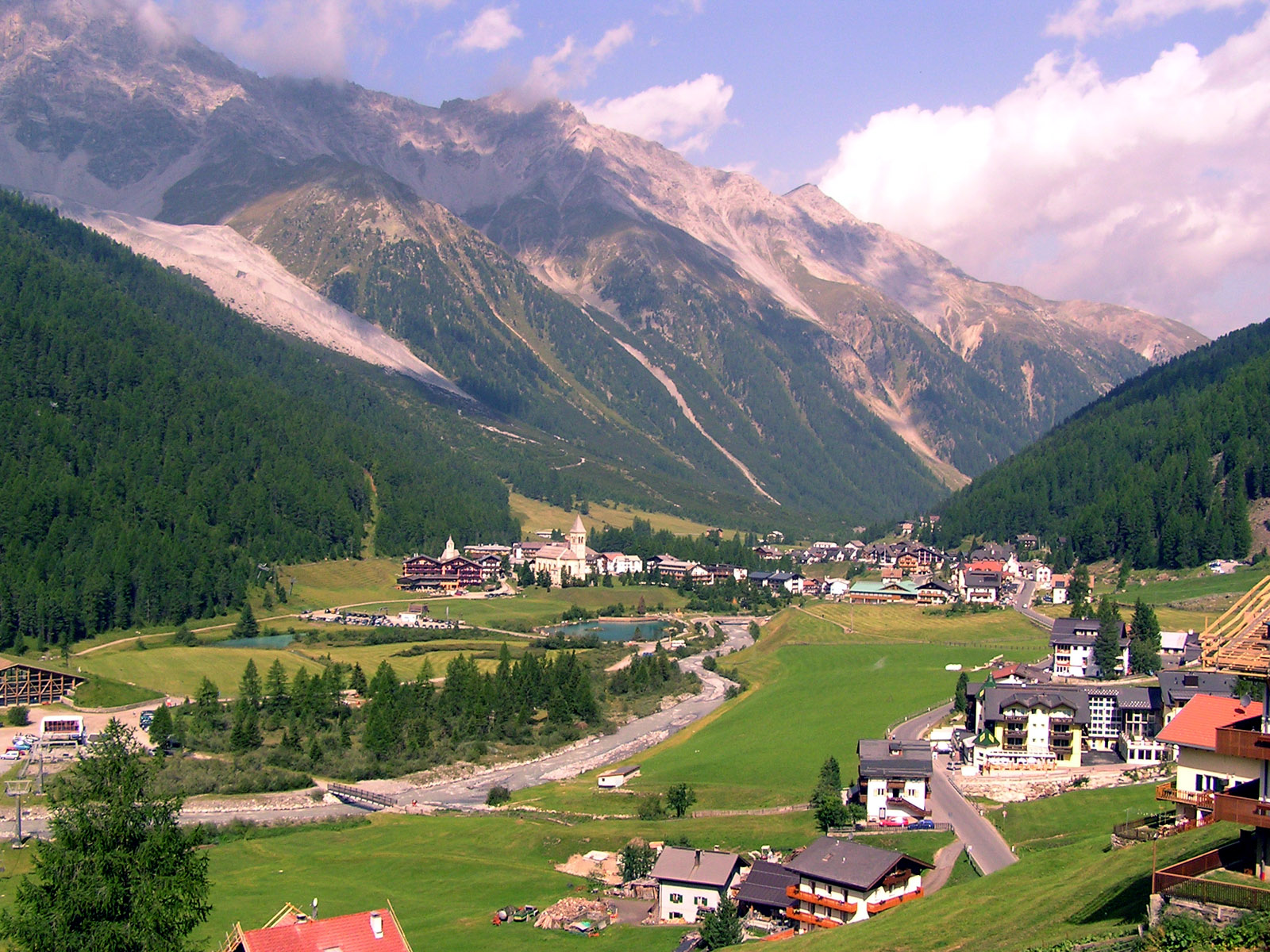
Sulden im Sommer 2005
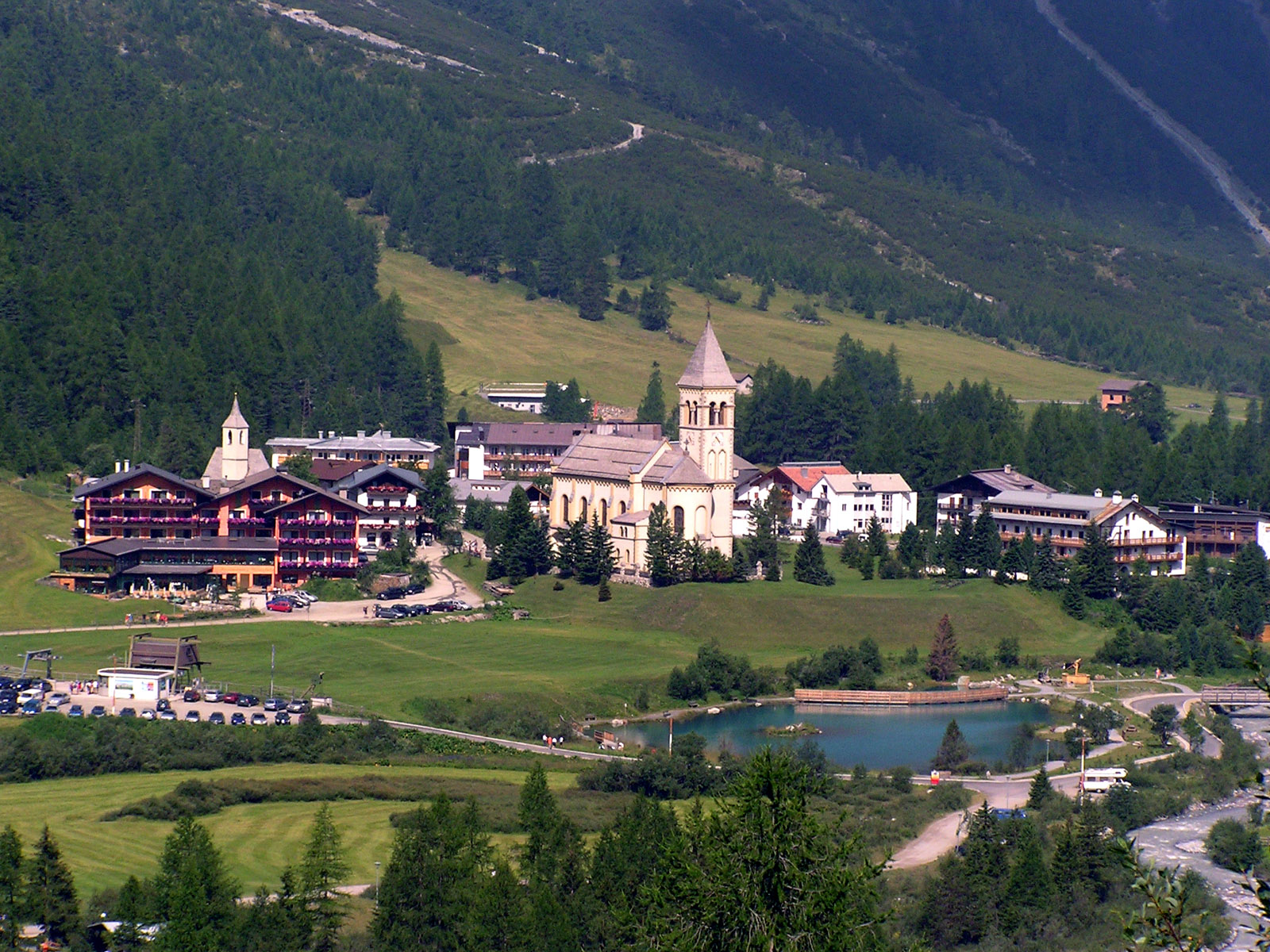
Das Zentrum von Sulden
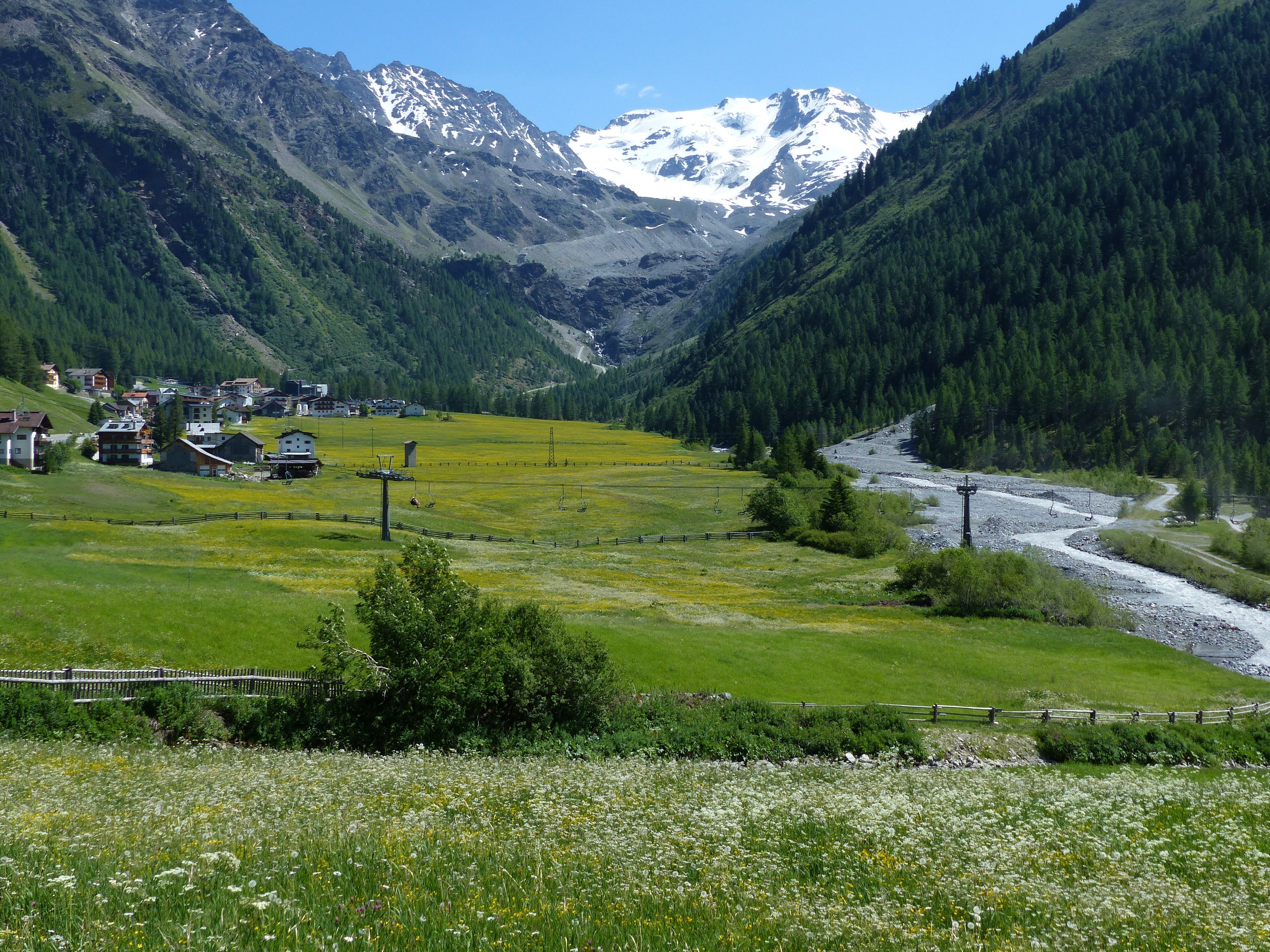
Blick zum Talende
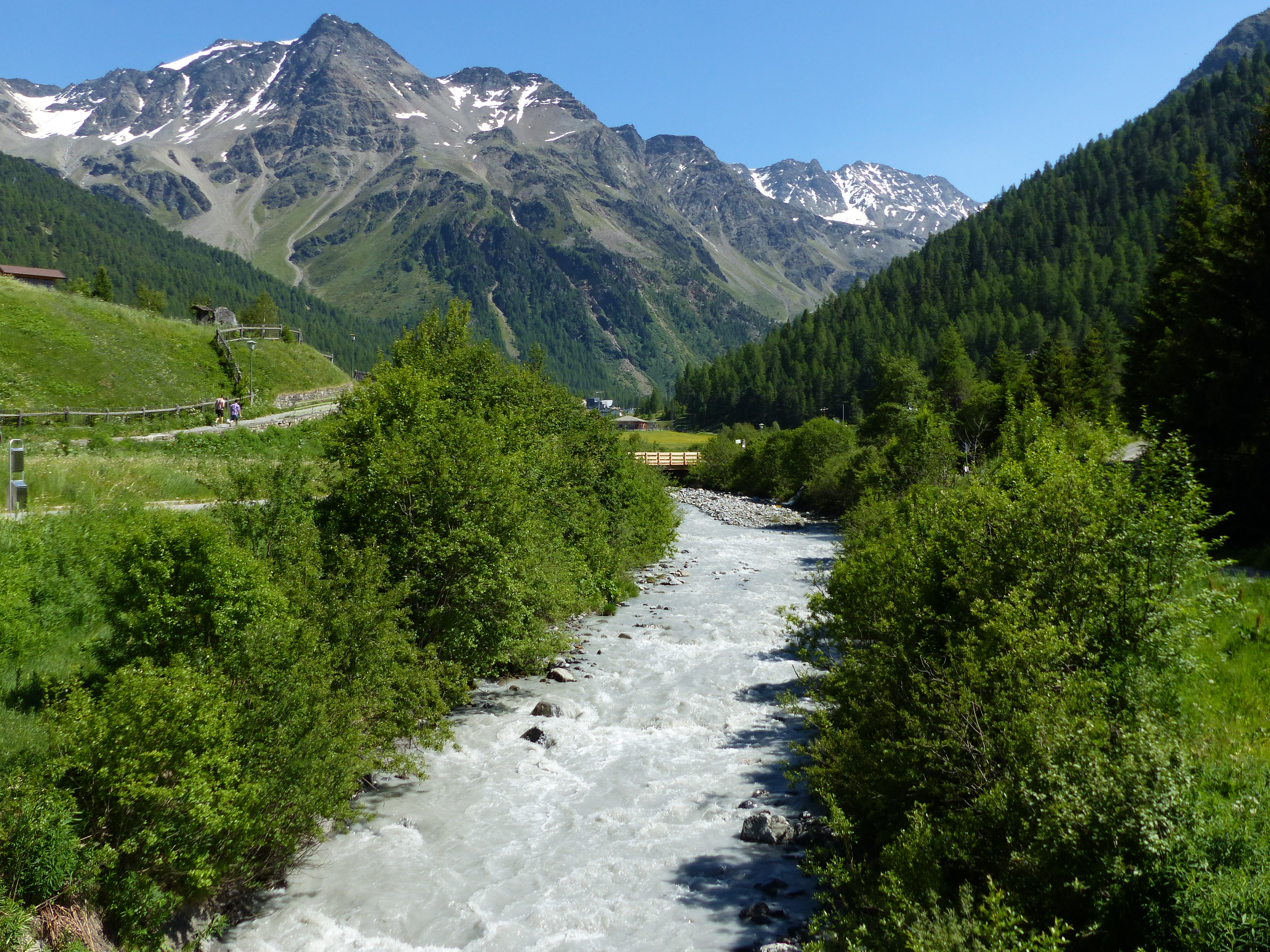
Der Suldenbach beim Ortszentrum von Sulden
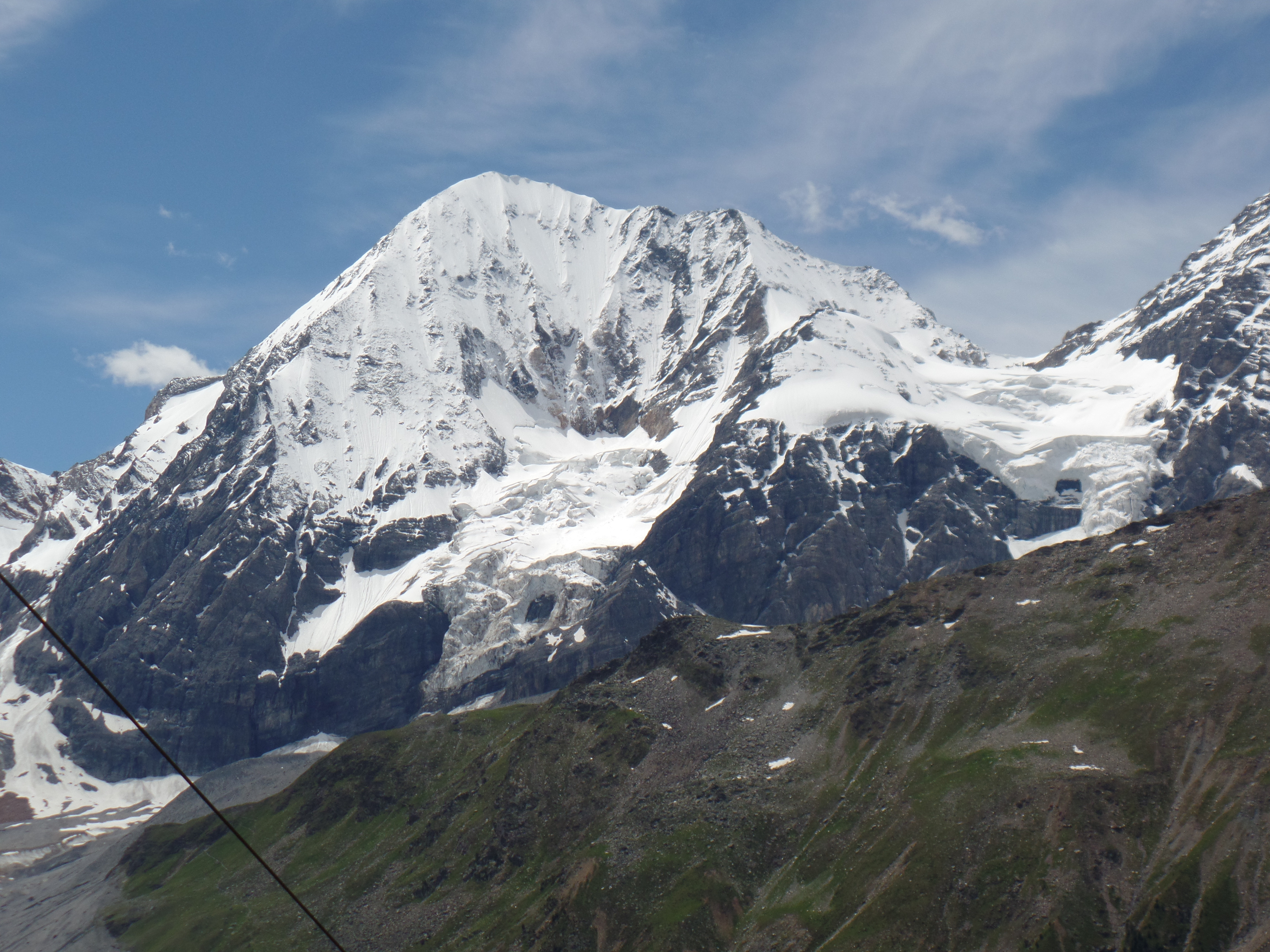
Blick von der Endstation der Kanzelbahn auf die Königsspitze
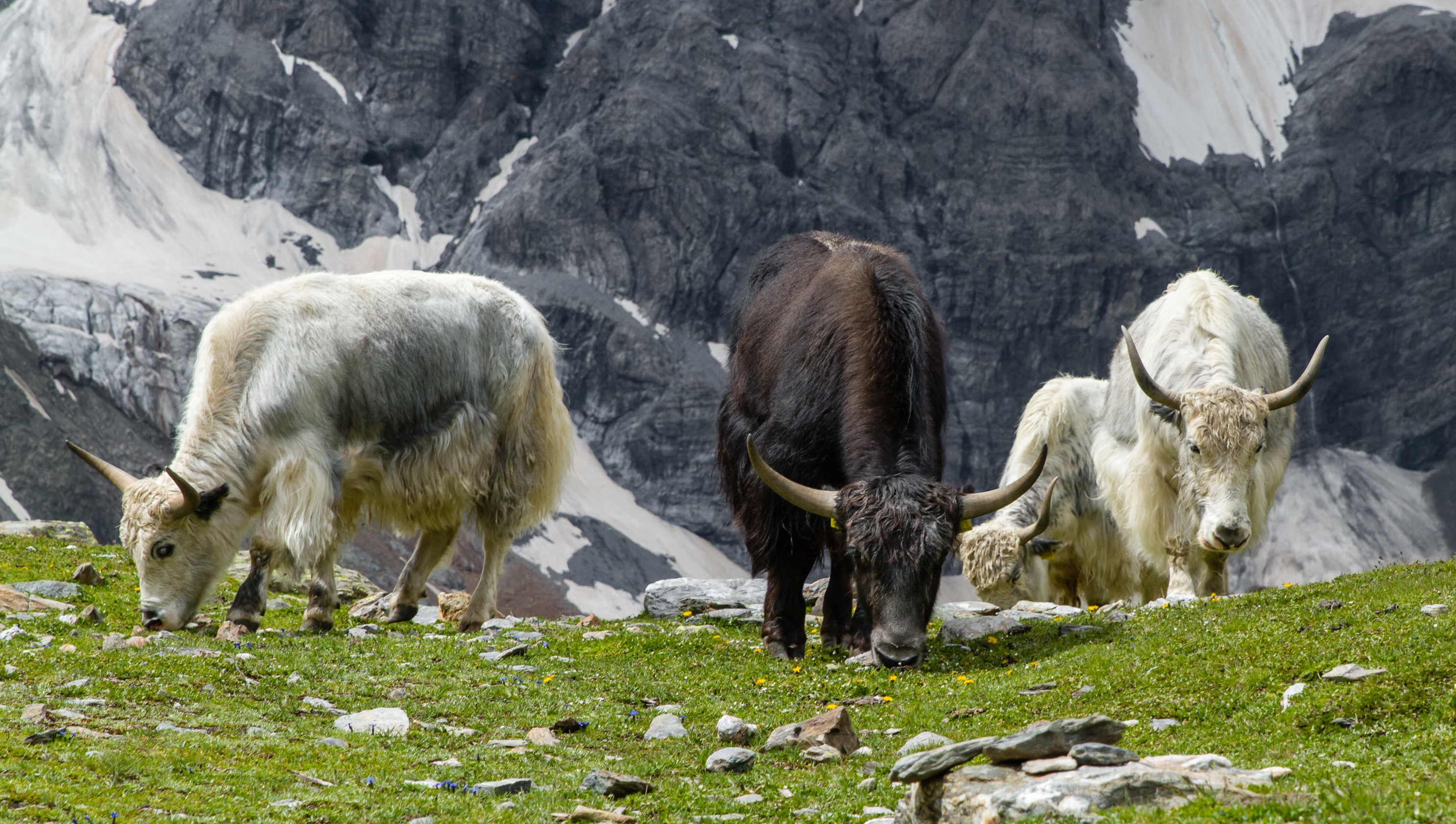
Grasende Yaks in Sulden

## Personen mit Bezug zu Sulden
- Theodor Christomannos (1854–1911), österreichischer Richter und Rechtsanwalt, treibende Kraft zum Bau einer Fahrstraße nach Sulden und des Sulden-Hotels (1893)
- Reinhold Messner (* 1944), Bergsteiger, unterhält auf den Almen von Sulden Yaks[13] und hat einen vom Verfall bedrohten, über 400 Jahre alten Bauernhof saniert und zu einem Restaurant umgewandelt.
- Otto Schmid (1857–1921), Architekt und Baumeister, Planer und Eigentümer des 1893 eröffneten Sulden-Hotels, in Sulden verstorben